# 安昙追分站
安曇追分站（日语：／ Azumi-oiwake eki */?）是一個位於長野縣安曇野市穗高北穗高，屬於東日本旅客鐵道（JR東日本）大糸線的鐵路車站。
市名讀法為，但站名卻以顯示（大町市的安曇沓掛站同樣以顯示）。

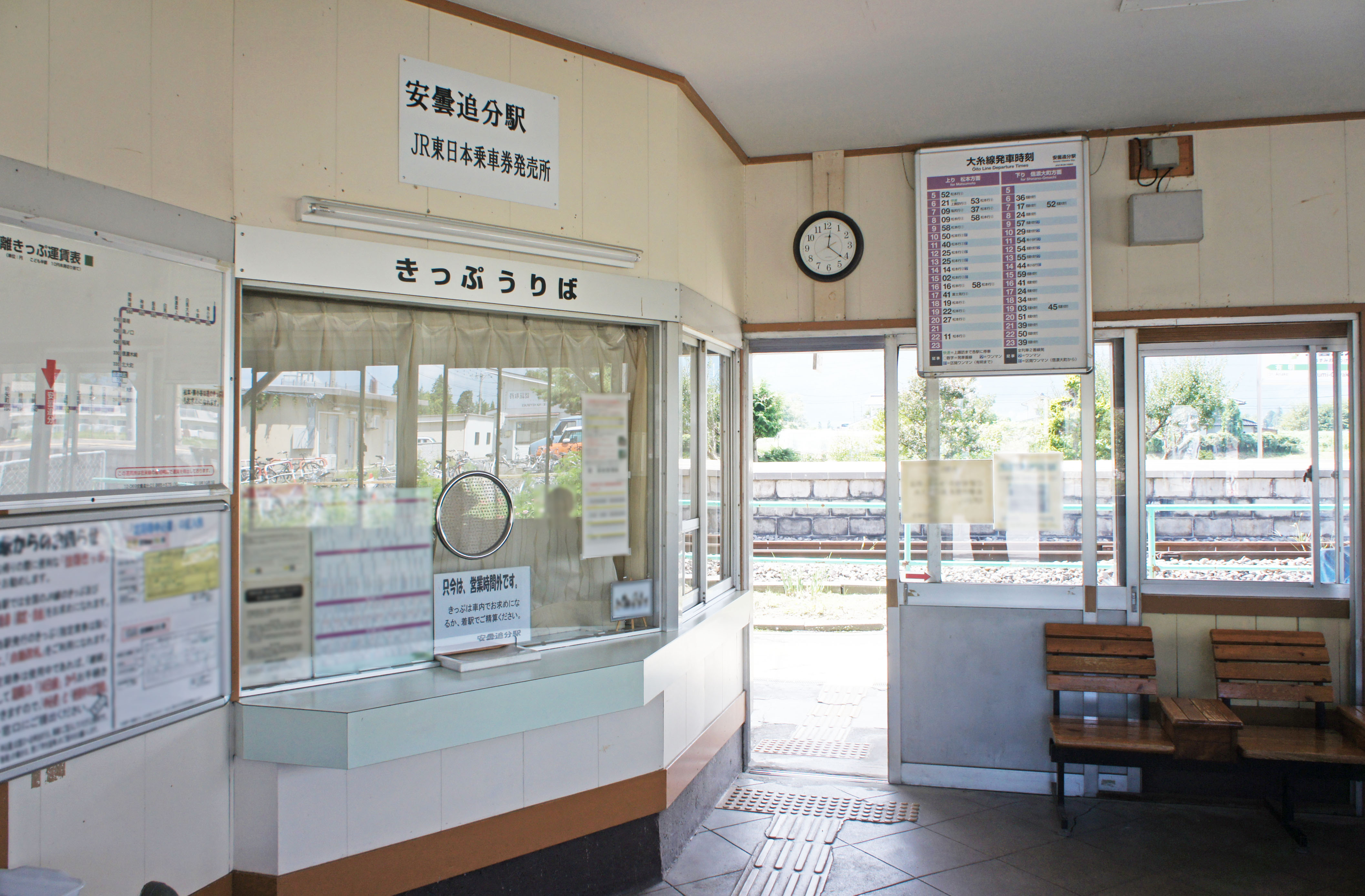
閘口（2021年8月）

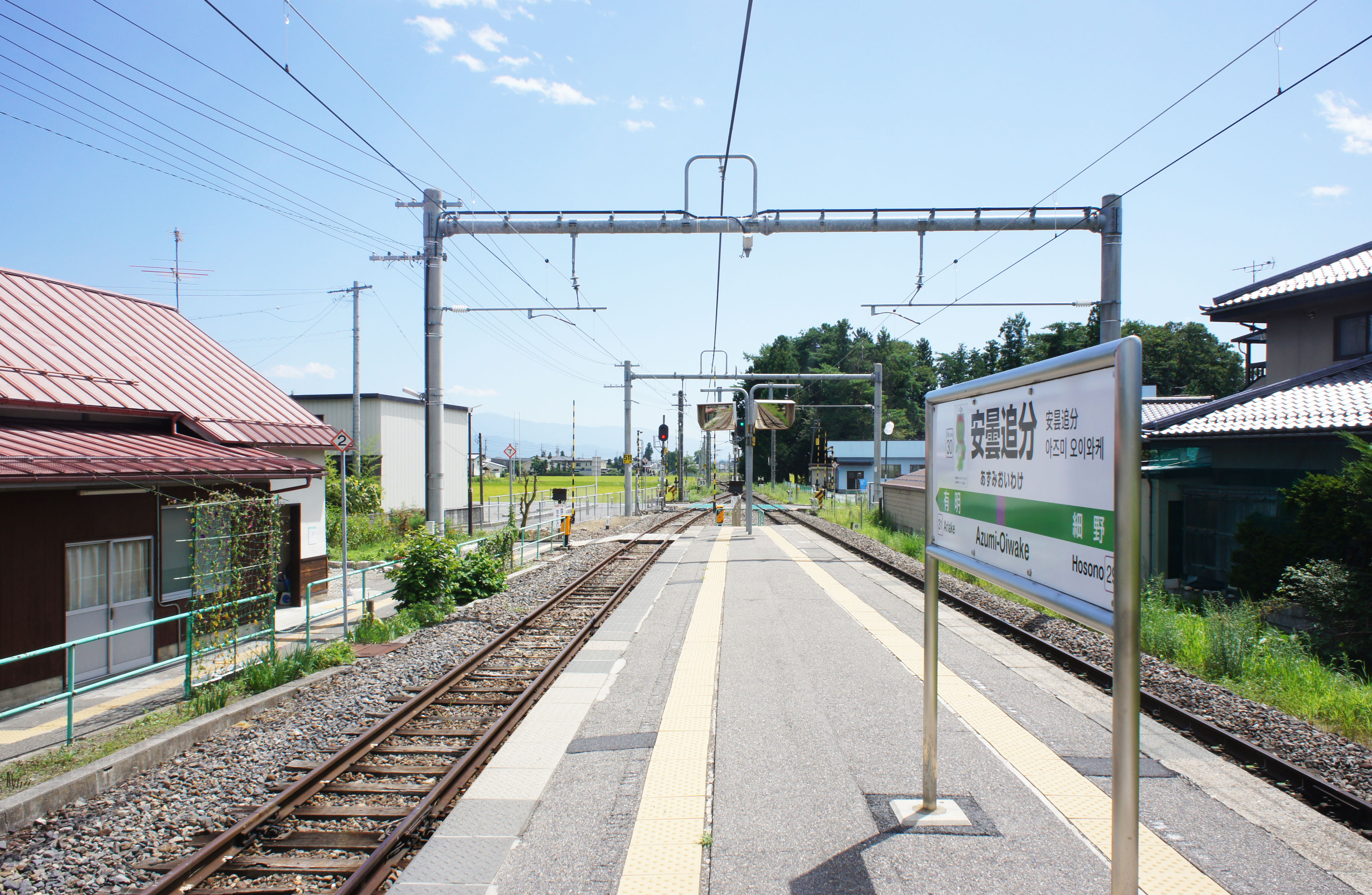
月台（2021年8月）

## 車站構造

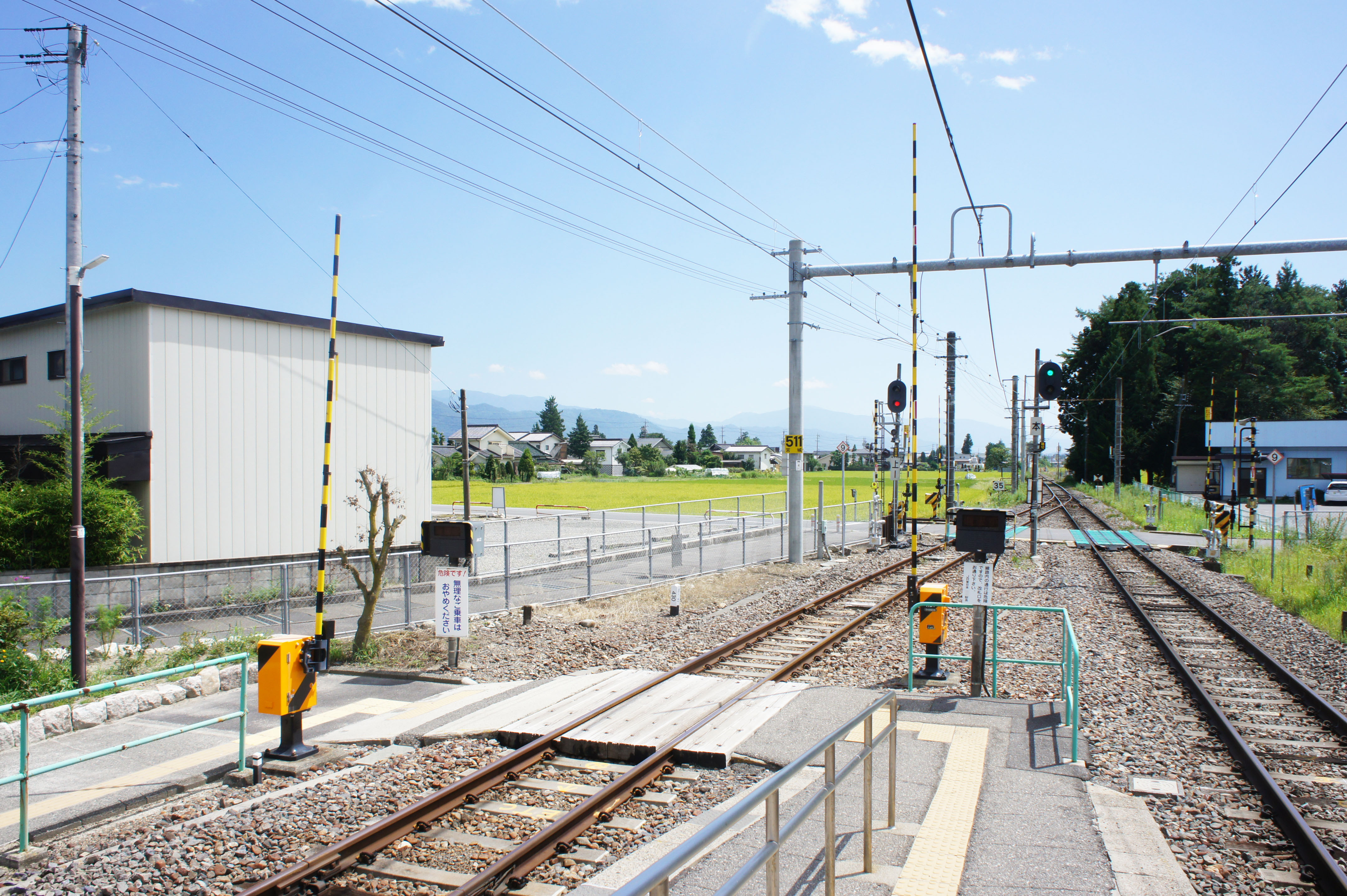
平交道（2021年8月）

島式月台1面2線的地面車站。站舍與月台以站內平交道連絡。

### 月台配置
| 月台 | 路線    | 方向 | 目的地                     |
| ---- | ------- | ---- | -------------------------- |
| 1    | ■大糸線 | 上行 | 穗高、豐科、松本方向       |
| 2    | ■大糸線 | 下行 | 信濃大町、白馬、南小谷方向 |

## 相鄰車站
東日本旅客鐵道
■大糸線
快速（只限上行1班運行） 
有明 ← 安曇追分 ← 信濃松川
普通
有明－安曇追分－細野

### 曾經存在的路線
池田鐵道
池田鐵道線
安曇追分－十日市
1. ↑  「地方鉄道運輸開始」『官報』1926年9月28日 - 国立国会図書館デジタルコレクション
2. ↑  「鉄道運輸営業廃止」『官報』1938年6月10日 - 国立国会図書館デジタルコレクション